# Нацистский агент (фильм)
«Нацистский агент» (англ. Nazi Agent) — американский шпионский художественный фильм 1942 года, снятый режиссёром Жюлем Дассеном на студии Metro-Goldwyn-Mayer.
Премьера фильма состоялась 21 января 1942 года.

## Сюжет
Фильм рассказывает о двух близнецах немецкого происхождения, волею судьбы оказавшихся на разных континентах. Один из них преданный американец, другой — убеждённый нацист.
США ещё не вступили во Вторую мировую войну, когда торговца-филателиста Отто Беккера неожиданно посещает его брат-близнец, барон Хьюго фон Детнер, новый консул Германии в США и один из лидеров шпионской сети, занимающейся саботажем . Братья не виделись много лет, но теперь фон Детнер хочет использовать магазин Беккера для передачи и получения секретных сообщений. Беккер отказывается от предложения, пока фон Детнер не начинает угрожать брату депортацией в Германию, как нелегального иммигранта… Беккер становится заключенным в собственном магазине, за которым постоянно наблюдают немецкие агенты. Тогда он просит своего хорошего друга и коллегу-филателиста, профессора Джима Стерлинга, чтобы тот обратился в полицию, но Стерлинг погибает в «дорожно-транспортном происшествии». Фон Детнер приходит разобраться с братом и обвиняет его в предательстве; во время драки нацист погибает. Быстро соображая, Беккер принимает на себя обличье близнеца фон Детнера.

## В ролях
- Конрад Фейдт — Отто Беккер / барон Хьюго фон Детнер
- Энн Аярс — Каарен Де Релле
- Фрэнк Райхер — Фриц
- До́роти Три — мисс Харпер
- Айвен Симпсон — профессор Джим Стерлинг
- Уильям Таннен — Людвиг
- Мартин Кослек — Курт Рихтен
- Марк Лоуренс — Джо Айелло
- Сидни Блэкмер — Арнольд Милбар
- Морони Олсен — Бреннер
- Пьер Уоткин — Гровер Блейн МакГенри
- Джефф Йорк — киллер (в титрах не указан)